# 우즈베키스탄 축구 국가대표팀
우즈베키스탄 축구 국가대표팀(우즈베크어: Oʻzbekiston milliy futbol terma jamoasi / Ўзбекистон миллий футбол терма жамоаси)은 우즈베키스탄을 대표하는 축구 국가대표팀으로 우즈베키스탄 축구 연맹에 의해 운영된다. 소비에트 연방에서 분리된 이후 1992년 6월 17일 타지키스탄을 상대로 첫 공식 경기를 치렀으며 꾸준히 중앙아시아 국가들(타지키스탄, 카자흐스탄, 키르기스스탄, 투르크메니스탄) 중에서 가장 강팀으로 군림하고 있다.

## 국제 대회 경력

### FIFA 월드컵
1998년 FIFA 월드컵 아시아 지역 예선을 시작으로 2006년 FIFA 월드컵 아시아 지역 예선과 2014년 FIFA 월드컵 아시아 지역 예선에서 플레이오프까지 올랐고 이후 2026년 FIFA 월드컵 아시아 지역 3차 예선을 통해 사상 첫 월드컵 본선 진출에 성공했다.

### AFC 아시안컵
아시안컵 본선에는 1996년 대회를 시작으로 2023년 대회까지 단 한번의 예선 탈락 없이 8회 연속 아시안컵 본선 무대를 밟았고 2011년 대회에서 4위를 차지하는 등 조별리그에 머문 1996년 대회와 2000년 대회를 제외한 5번의 대회에서 모두 토너먼트 진출을 이뤄냈다.

### 아시안 게임
성인대표팀 시절에는 2번 참가했고 이 중 첫 출전한 1994년 대회에서 금메달을 획득했고 1998년 8강에 이름을 올렸으나 모두 메달과는 거리가 멀었다.

## FIFA 월드컵
| FIFA 월드컵 본선 기록 | FIFA 월드컵 본선 기록         | FIFA 월드컵 본선 기록         | FIFA 월드컵 본선 기록         | FIFA 월드컵 본선 기록         | FIFA 월드컵 본선 기록         | FIFA 월드컵 본선 기록         | FIFA 월드컵 본선 기록         | FIFA 월드컵 본선 기록         | FIFA 월드컵 본선 기록         | FIFA 월드컵 예선 기록                     | FIFA 월드컵 예선 기록                     | FIFA 월드컵 예선 기록                     | FIFA 월드컵 예선 기록                     | FIFA 월드컵 예선 기록                     | FIFA 월드컵 예선 기록                     | FIFA 월드컵 예선 기록                     |
| 년도                  | 결과                          | 순위                          | 경기                          | 승                            | 무*                           | 패                            | 득점                          | 실점                          | 승점                          | 경기                                      | 승                                        | 무*                                       | 패                                        | 득점                                      | 실점                                      | 승점                                      |
| --------------------- | ----------------------------- | ----------------------------- | ----------------------------- | ----------------------------- | ----------------------------- | ----------------------------- | ----------------------------- | ----------------------------- | ----------------------------- | ----------------------------------------- | ----------------------------------------- | ----------------------------------------- | ----------------------------------------- | ----------------------------------------- | ----------------------------------------- | ----------------------------------------- |
| 1930년                | 독립 이전 (소련 우즈베크 SSR) | 독립 이전 (소련 우즈베크 SSR) | 독립 이전 (소련 우즈베크 SSR) | 독립 이전 (소련 우즈베크 SSR) | 독립 이전 (소련 우즈베크 SSR) | 독립 이전 (소련 우즈베크 SSR) | 독립 이전 (소련 우즈베크 SSR) | 독립 이전 (소련 우즈베크 SSR) | 독립 이전 (소련 우즈베크 SSR) | 독립 이전 (소련 우즈베크 SSR)             | 독립 이전 (소련 우즈베크 SSR)             | 독립 이전 (소련 우즈베크 SSR)             | 독립 이전 (소련 우즈베크 SSR)             | 독립 이전 (소련 우즈베크 SSR)             | 독립 이전 (소련 우즈베크 SSR)             | 독립 이전 (소련 우즈베크 SSR)             |
| 1934년                | 독립 이전 (소련 우즈베크 SSR) | 독립 이전 (소련 우즈베크 SSR) | 독립 이전 (소련 우즈베크 SSR) | 독립 이전 (소련 우즈베크 SSR) | 독립 이전 (소련 우즈베크 SSR) | 독립 이전 (소련 우즈베크 SSR) | 독립 이전 (소련 우즈베크 SSR) | 독립 이전 (소련 우즈베크 SSR) | 독립 이전 (소련 우즈베크 SSR) | 독립 이전 (소련 우즈베크 SSR)             | 독립 이전 (소련 우즈베크 SSR)             | 독립 이전 (소련 우즈베크 SSR)             | 독립 이전 (소련 우즈베크 SSR)             | 독립 이전 (소련 우즈베크 SSR)             | 독립 이전 (소련 우즈베크 SSR)             | 독립 이전 (소련 우즈베크 SSR)             |
| 1938년                | 독립 이전 (소련 우즈베크 SSR) | 독립 이전 (소련 우즈베크 SSR) | 독립 이전 (소련 우즈베크 SSR) | 독립 이전 (소련 우즈베크 SSR) | 독립 이전 (소련 우즈베크 SSR) | 독립 이전 (소련 우즈베크 SSR) | 독립 이전 (소련 우즈베크 SSR) | 독립 이전 (소련 우즈베크 SSR) | 독립 이전 (소련 우즈베크 SSR) | 독립 이전 (소련 우즈베크 SSR)             | 독립 이전 (소련 우즈베크 SSR)             | 독립 이전 (소련 우즈베크 SSR)             | 독립 이전 (소련 우즈베크 SSR)             | 독립 이전 (소련 우즈베크 SSR)             | 독립 이전 (소련 우즈베크 SSR)             | 독립 이전 (소련 우즈베크 SSR)             |
| 1950년                | 독립 이전 (소련 우즈베크 SSR) | 독립 이전 (소련 우즈베크 SSR) | 독립 이전 (소련 우즈베크 SSR) | 독립 이전 (소련 우즈베크 SSR) | 독립 이전 (소련 우즈베크 SSR) | 독립 이전 (소련 우즈베크 SSR) | 독립 이전 (소련 우즈베크 SSR) | 독립 이전 (소련 우즈베크 SSR) | 독립 이전 (소련 우즈베크 SSR) | 독립 이전 (소련 우즈베크 SSR)             | 독립 이전 (소련 우즈베크 SSR)             | 독립 이전 (소련 우즈베크 SSR)             | 독립 이전 (소련 우즈베크 SSR)             | 독립 이전 (소련 우즈베크 SSR)             | 독립 이전 (소련 우즈베크 SSR)             | 독립 이전 (소련 우즈베크 SSR)             |
| 1954년                | 독립 이전 (소련 우즈베크 SSR) | 독립 이전 (소련 우즈베크 SSR) | 독립 이전 (소련 우즈베크 SSR) | 독립 이전 (소련 우즈베크 SSR) | 독립 이전 (소련 우즈베크 SSR) | 독립 이전 (소련 우즈베크 SSR) | 독립 이전 (소련 우즈베크 SSR) | 독립 이전 (소련 우즈베크 SSR) | 독립 이전 (소련 우즈베크 SSR) | 독립 이전 (소련 우즈베크 SSR)             | 독립 이전 (소련 우즈베크 SSR)             | 독립 이전 (소련 우즈베크 SSR)             | 독립 이전 (소련 우즈베크 SSR)             | 독립 이전 (소련 우즈베크 SSR)             | 독립 이전 (소련 우즈베크 SSR)             | 독립 이전 (소련 우즈베크 SSR)             |
| 1958년                | 독립 이전 (소련 우즈베크 SSR) | 독립 이전 (소련 우즈베크 SSR) | 독립 이전 (소련 우즈베크 SSR) | 독립 이전 (소련 우즈베크 SSR) | 독립 이전 (소련 우즈베크 SSR) | 독립 이전 (소련 우즈베크 SSR) | 독립 이전 (소련 우즈베크 SSR) | 독립 이전 (소련 우즈베크 SSR) | 독립 이전 (소련 우즈베크 SSR) | 독립 이전 (소련 우즈베크 SSR)             | 독립 이전 (소련 우즈베크 SSR)             | 독립 이전 (소련 우즈베크 SSR)             | 독립 이전 (소련 우즈베크 SSR)             | 독립 이전 (소련 우즈베크 SSR)             | 독립 이전 (소련 우즈베크 SSR)             | 독립 이전 (소련 우즈베크 SSR)             |
| 1962년                | 독립 이전 (소련 우즈베크 SSR) | 독립 이전 (소련 우즈베크 SSR) | 독립 이전 (소련 우즈베크 SSR) | 독립 이전 (소련 우즈베크 SSR) | 독립 이전 (소련 우즈베크 SSR) | 독립 이전 (소련 우즈베크 SSR) | 독립 이전 (소련 우즈베크 SSR) | 독립 이전 (소련 우즈베크 SSR) | 독립 이전 (소련 우즈베크 SSR) | 독립 이전 (소련 우즈베크 SSR)             | 독립 이전 (소련 우즈베크 SSR)             | 독립 이전 (소련 우즈베크 SSR)             | 독립 이전 (소련 우즈베크 SSR)             | 독립 이전 (소련 우즈베크 SSR)             | 독립 이전 (소련 우즈베크 SSR)             | 독립 이전 (소련 우즈베크 SSR)             |
| 1966년                | 독립 이전 (소련 우즈베크 SSR) | 독립 이전 (소련 우즈베크 SSR) | 독립 이전 (소련 우즈베크 SSR) | 독립 이전 (소련 우즈베크 SSR) | 독립 이전 (소련 우즈베크 SSR) | 독립 이전 (소련 우즈베크 SSR) | 독립 이전 (소련 우즈베크 SSR) | 독립 이전 (소련 우즈베크 SSR) | 독립 이전 (소련 우즈베크 SSR) | 독립 이전 (소련 우즈베크 SSR)             | 독립 이전 (소련 우즈베크 SSR)             | 독립 이전 (소련 우즈베크 SSR)             | 독립 이전 (소련 우즈베크 SSR)             | 독립 이전 (소련 우즈베크 SSR)             | 독립 이전 (소련 우즈베크 SSR)             | 독립 이전 (소련 우즈베크 SSR)             |
| 1970년                | 독립 이전 (소련 우즈베크 SSR) | 독립 이전 (소련 우즈베크 SSR) | 독립 이전 (소련 우즈베크 SSR) | 독립 이전 (소련 우즈베크 SSR) | 독립 이전 (소련 우즈베크 SSR) | 독립 이전 (소련 우즈베크 SSR) | 독립 이전 (소련 우즈베크 SSR) | 독립 이전 (소련 우즈베크 SSR) | 독립 이전 (소련 우즈베크 SSR) | 독립 이전 (소련 우즈베크 SSR)             | 독립 이전 (소련 우즈베크 SSR)             | 독립 이전 (소련 우즈베크 SSR)             | 독립 이전 (소련 우즈베크 SSR)             | 독립 이전 (소련 우즈베크 SSR)             | 독립 이전 (소련 우즈베크 SSR)             | 독립 이전 (소련 우즈베크 SSR)             |
| 1974년                | 독립 이전 (소련 우즈베크 SSR) | 독립 이전 (소련 우즈베크 SSR) | 독립 이전 (소련 우즈베크 SSR) | 독립 이전 (소련 우즈베크 SSR) | 독립 이전 (소련 우즈베크 SSR) | 독립 이전 (소련 우즈베크 SSR) | 독립 이전 (소련 우즈베크 SSR) | 독립 이전 (소련 우즈베크 SSR) | 독립 이전 (소련 우즈베크 SSR) | 독립 이전 (소련 우즈베크 SSR)             | 독립 이전 (소련 우즈베크 SSR)             | 독립 이전 (소련 우즈베크 SSR)             | 독립 이전 (소련 우즈베크 SSR)             | 독립 이전 (소련 우즈베크 SSR)             | 독립 이전 (소련 우즈베크 SSR)             | 독립 이전 (소련 우즈베크 SSR)             |
| 1978년                | 독립 이전 (소련 우즈베크 SSR) | 독립 이전 (소련 우즈베크 SSR) | 독립 이전 (소련 우즈베크 SSR) | 독립 이전 (소련 우즈베크 SSR) | 독립 이전 (소련 우즈베크 SSR) | 독립 이전 (소련 우즈베크 SSR) | 독립 이전 (소련 우즈베크 SSR) | 독립 이전 (소련 우즈베크 SSR) | 독립 이전 (소련 우즈베크 SSR) | 독립 이전 (소련 우즈베크 SSR)             | 독립 이전 (소련 우즈베크 SSR)             | 독립 이전 (소련 우즈베크 SSR)             | 독립 이전 (소련 우즈베크 SSR)             | 독립 이전 (소련 우즈베크 SSR)             | 독립 이전 (소련 우즈베크 SSR)             | 독립 이전 (소련 우즈베크 SSR)             |
| 1982년                | 독립 이전 (소련 우즈베크 SSR) | 독립 이전 (소련 우즈베크 SSR) | 독립 이전 (소련 우즈베크 SSR) | 독립 이전 (소련 우즈베크 SSR) | 독립 이전 (소련 우즈베크 SSR) | 독립 이전 (소련 우즈베크 SSR) | 독립 이전 (소련 우즈베크 SSR) | 독립 이전 (소련 우즈베크 SSR) | 독립 이전 (소련 우즈베크 SSR) | 독립 이전 (소련 우즈베크 SSR)             | 독립 이전 (소련 우즈베크 SSR)             | 독립 이전 (소련 우즈베크 SSR)             | 독립 이전 (소련 우즈베크 SSR)             | 독립 이전 (소련 우즈베크 SSR)             | 독립 이전 (소련 우즈베크 SSR)             | 독립 이전 (소련 우즈베크 SSR)             |
| 1986년                | 독립 이전 (소련 우즈베크 SSR) | 독립 이전 (소련 우즈베크 SSR) | 독립 이전 (소련 우즈베크 SSR) | 독립 이전 (소련 우즈베크 SSR) | 독립 이전 (소련 우즈베크 SSR) | 독립 이전 (소련 우즈베크 SSR) | 독립 이전 (소련 우즈베크 SSR) | 독립 이전 (소련 우즈베크 SSR) | 독립 이전 (소련 우즈베크 SSR) | 독립 이전 (소련 우즈베크 SSR)             | 독립 이전 (소련 우즈베크 SSR)             | 독립 이전 (소련 우즈베크 SSR)             | 독립 이전 (소련 우즈베크 SSR)             | 독립 이전 (소련 우즈베크 SSR)             | 독립 이전 (소련 우즈베크 SSR)             | 독립 이전 (소련 우즈베크 SSR)             |
| 1990년                | 독립 이전 (소련 우즈베크 SSR) | 독립 이전 (소련 우즈베크 SSR) | 독립 이전 (소련 우즈베크 SSR) | 독립 이전 (소련 우즈베크 SSR) | 독립 이전 (소련 우즈베크 SSR) | 독립 이전 (소련 우즈베크 SSR) | 독립 이전 (소련 우즈베크 SSR) | 독립 이전 (소련 우즈베크 SSR) | 독립 이전 (소련 우즈베크 SSR) | 독립 이전 (소련 우즈베크 SSR)             | 독립 이전 (소련 우즈베크 SSR)             | 독립 이전 (소련 우즈베크 SSR)             | 독립 이전 (소련 우즈베크 SSR)             | 독립 이전 (소련 우즈베크 SSR)             | 독립 이전 (소련 우즈베크 SSR)             | 독립 이전 (소련 우즈베크 SSR)             |
| 1994년                | 없음                          | 없음                          | 없음                          | 없음                          | 없음                          | 없음                          | 없음                          | 없음                          | 없음                          | 없음                                      | 없음                                      | 없음                                      | 없음                                      | 없음                                      | 없음                                      | 없음                                      |
| 1998년                | 지역 예선 탈락                | 지역 예선 탈락                | 지역 예선 탈락                | 지역 예선 탈락                | 지역 예선 탈락                | 지역 예선 탈락                | 지역 예선 탈락                | 지역 예선 탈락                | 지역 예선 탈락                | 14                                        | 6                                         | 4                                         | 4                                         | 33                                        | 21                                        | 22                                        |
| 2002년                | 지역 예선 탈락                | 지역 예선 탈락                | 지역 예선 탈락                | 지역 예선 탈락                | 지역 예선 탈락                | 지역 예선 탈락                | 지역 예선 탈락                | 지역 예선 탈락                | 지역 예선 탈락                | 14                                        | 7                                         | 3                                         | 4                                         | 33                                        | 19                                        | 24                                        |
| 2006년                | 지역 예선 탈락                | 지역 예선 탈락                | 지역 예선 탈락                | 지역 예선 탈락                | 지역 예선 탈락                | 지역 예선 탈락                | 지역 예선 탈락                | 지역 예선 탈락                | 지역 예선 탈락                | 14                                        | 6                                         | 5                                         | 3                                         | 24                                        | 15                                        | 23                                        |
| 2010년                | 지역 예선 탈락                | 지역 예선 탈락                | 지역 예선 탈락                | 지역 예선 탈락                | 지역 예선 탈락                | 지역 예선 탈락                | 지역 예선 탈락                | 지역 예선 탈락                | 지역 예선 탈락                | 16                                        | 8                                         | 1                                         | 7                                         | 33                                        | 17                                        | 25                                        |
| 2014년                | 지역 예선 탈락                | 지역 예선 탈락                | 지역 예선 탈락                | 지역 예선 탈락                | 지역 예선 탈락                | 지역 예선 탈락                | 지역 예선 탈락                | 지역 예선 탈락                | 지역 예선 탈락                | 18                                        | 11                                        | 5                                         | 2                                         | 28                                        | 9                                         | 38                                        |
| 2018년                | 지역 예선 탈락                | 지역 예선 탈락                | 지역 예선 탈락                | 지역 예선 탈락                | 지역 예선 탈락                | 지역 예선 탈락                | 지역 예선 탈락                | 지역 예선 탈락                | 지역 예선 탈락                | 18                                        | 11                                        | 1                                         | 6                                         | 26                                        | 14                                        | 34                                        |
| 2022년                | 지역 예선 탈락                | 지역 예선 탈락                | 지역 예선 탈락                | 지역 예선 탈락                | 지역 예선 탈락                | 지역 예선 탈락                | 지역 예선 탈락                | 지역 예선 탈락                | 지역 예선 탈락                | 8                                         | 5                                         | 0                                         | 3                                         | 18                                        | 9                                         | 15                                        |
| 2026년                | 본선 진출                     | 본선 진출                     | 본선 진출                     | 본선 진출                     | 본선 진출                     | 본선 진출                     | 본선 진출                     | 본선 진출                     | 본선 진출                     | 진행중                                    | 진행중                                    | 진행중                                    | 진행중                                    | 진행중                                    | 진행중                                    | 진행중                                    |
| 2030년                | 미정                          | 미정                          | 미정                          | 미정                          | 미정                          | 미정                          | 미정                          | 미정                          | 미정                          | 미정                                      | 미정                                      | 미정                                      | 미정                                      | 미정                                      | 미정                                      | 미정                                      |
| 2034년                | 미정                          | 미정                          | 미정                          | 미정                          | 미정                          | 미정                          | 미정                          | 미정                          | 미정                          | 미정                                      | 미정                                      | 미정                                      | 미정                                      | 미정                                      | 미정                                      | 미정                                      |
| 합계                  |                               |                               |                               |                               |                               |                               |                               |                               |                               | 102                                       | 54                                        | 19                                        | 29                                        | 195                                       | 104                                       | 181                                       |
| 순위                  |                               |                               |                               |                               |                               |                               |                               |                               |                               | 월드컵 예선 승점 순위 : 52위 (아시아 9위) | 월드컵 예선 승점 순위 : 52위 (아시아 9위) | 월드컵 예선 승점 순위 : 52위 (아시아 9위) | 월드컵 예선 승점 순위 : 52위 (아시아 9위) | 월드컵 예선 승점 순위 : 52위 (아시아 9위) | 월드컵 예선 승점 순위 : 52위 (아시아 9위) | 월드컵 예선 승점 순위 : 52위 (아시아 9위) |

## AFC 아시안컵
| AFC 아시안컵 본선 기록 | AFC 아시안컵 본선 기록                | AFC 아시안컵 본선 기록                | AFC 아시안컵 본선 기록                | AFC 아시안컵 본선 기록                | AFC 아시안컵 본선 기록                | AFC 아시안컵 본선 기록                | AFC 아시안컵 본선 기록                | AFC 아시안컵 본선 기록                | AFC 아시안컵 본선 기록                | AFC 아시안컵 예선 기록                | AFC 아시안컵 예선 기록                | AFC 아시안컵 예선 기록                | AFC 아시안컵 예선 기록                | AFC 아시안컵 예선 기록                | AFC 아시안컵 예선 기록                | AFC 아시안컵 예선 기록                |
| 년도                   | 결과                                  | 순위                                  | 경기                                  | 승                                    | 무*                                   | 패                                    | 득점                                  | 실점                                  | 승점                                  | 경기                                  | 승                                    | 무*                                   | 패                                    | 득점                                  | 실점                                  | 승점                                  |
| ---------------------- | ------------------------------------- | ------------------------------------- | ------------------------------------- | ------------------------------------- | ------------------------------------- | ------------------------------------- | ------------------------------------- | ------------------------------------- | ------------------------------------- | ------------------------------------- | ------------------------------------- | ------------------------------------- | ------------------------------------- | ------------------------------------- | ------------------------------------- | ------------------------------------- |
| 1956년                 | 없음(소련의 일원)                     | 없음(소련의 일원)                     | 없음(소련의 일원)                     | 없음(소련의 일원)                     | 없음(소련의 일원)                     | 없음(소련의 일원)                     | 없음(소련의 일원)                     | 없음(소련의 일원)                     | 없음(소련의 일원)                     | 없음(소련의 일원)                     | 없음(소련의 일원)                     | 없음(소련의 일원)                     | 없음(소련의 일원)                     | 없음(소련의 일원)                     | 없음(소련의 일원)                     | 없음(소련의 일원)                     |
| 1960년                 | 없음(소련의 일원)                     | 없음(소련의 일원)                     | 없음(소련의 일원)                     | 없음(소련의 일원)                     | 없음(소련의 일원)                     | 없음(소련의 일원)                     | 없음(소련의 일원)                     | 없음(소련의 일원)                     | 없음(소련의 일원)                     | 없음(소련의 일원)                     | 없음(소련의 일원)                     | 없음(소련의 일원)                     | 없음(소련의 일원)                     | 없음(소련의 일원)                     | 없음(소련의 일원)                     | 없음(소련의 일원)                     |
| 1964년                 | 없음(소련의 일원)                     | 없음(소련의 일원)                     | 없음(소련의 일원)                     | 없음(소련의 일원)                     | 없음(소련의 일원)                     | 없음(소련의 일원)                     | 없음(소련의 일원)                     | 없음(소련의 일원)                     | 없음(소련의 일원)                     | 없음(소련의 일원)                     | 없음(소련의 일원)                     | 없음(소련의 일원)                     | 없음(소련의 일원)                     | 없음(소련의 일원)                     | 없음(소련의 일원)                     | 없음(소련의 일원)                     |
| 1968년                 | 없음(소련의 일원)                     | 없음(소련의 일원)                     | 없음(소련의 일원)                     | 없음(소련의 일원)                     | 없음(소련의 일원)                     | 없음(소련의 일원)                     | 없음(소련의 일원)                     | 없음(소련의 일원)                     | 없음(소련의 일원)                     | 없음(소련의 일원)                     | 없음(소련의 일원)                     | 없음(소련의 일원)                     | 없음(소련의 일원)                     | 없음(소련의 일원)                     | 없음(소련의 일원)                     | 없음(소련의 일원)                     |
| 1972년                 | 없음(소련의 일원)                     | 없음(소련의 일원)                     | 없음(소련의 일원)                     | 없음(소련의 일원)                     | 없음(소련의 일원)                     | 없음(소련의 일원)                     | 없음(소련의 일원)                     | 없음(소련의 일원)                     | 없음(소련의 일원)                     | 없음(소련의 일원)                     | 없음(소련의 일원)                     | 없음(소련의 일원)                     | 없음(소련의 일원)                     | 없음(소련의 일원)                     | 없음(소련의 일원)                     | 없음(소련의 일원)                     |
| 1976년                 | 없음(소련의 일원)                     | 없음(소련의 일원)                     | 없음(소련의 일원)                     | 없음(소련의 일원)                     | 없음(소련의 일원)                     | 없음(소련의 일원)                     | 없음(소련의 일원)                     | 없음(소련의 일원)                     | 없음(소련의 일원)                     | 없음(소련의 일원)                     | 없음(소련의 일원)                     | 없음(소련의 일원)                     | 없음(소련의 일원)                     | 없음(소련의 일원)                     | 없음(소련의 일원)                     | 없음(소련의 일원)                     |
| 1980년                 | 없음(소련의 일원)                     | 없음(소련의 일원)                     | 없음(소련의 일원)                     | 없음(소련의 일원)                     | 없음(소련의 일원)                     | 없음(소련의 일원)                     | 없음(소련의 일원)                     | 없음(소련의 일원)                     | 없음(소련의 일원)                     | 없음(소련의 일원)                     | 없음(소련의 일원)                     | 없음(소련의 일원)                     | 없음(소련의 일원)                     | 없음(소련의 일원)                     | 없음(소련의 일원)                     | 없음(소련의 일원)                     |
| 1984년                 | 없음(소련의 일원)                     | 없음(소련의 일원)                     | 없음(소련의 일원)                     | 없음(소련의 일원)                     | 없음(소련의 일원)                     | 없음(소련의 일원)                     | 없음(소련의 일원)                     | 없음(소련의 일원)                     | 없음(소련의 일원)                     | 없음(소련의 일원)                     | 없음(소련의 일원)                     | 없음(소련의 일원)                     | 없음(소련의 일원)                     | 없음(소련의 일원)                     | 없음(소련의 일원)                     | 없음(소련의 일원)                     |
| 1988년                 | 없음(소련의 일원)                     | 없음(소련의 일원)                     | 없음(소련의 일원)                     | 없음(소련의 일원)                     | 없음(소련의 일원)                     | 없음(소련의 일원)                     | 없음(소련의 일원)                     | 없음(소련의 일원)                     | 없음(소련의 일원)                     | 없음(소련의 일원)                     | 없음(소련의 일원)                     | 없음(소련의 일원)                     | 없음(소련의 일원)                     | 없음(소련의 일원)                     | 없음(소련의 일원)                     | 없음(소련의 일원)                     |
| 1992년                 | 없음(독립국가연합으로 유로 대회 참가) | 없음(독립국가연합으로 유로 대회 참가) | 없음(독립국가연합으로 유로 대회 참가) | 없음(독립국가연합으로 유로 대회 참가) | 없음(독립국가연합으로 유로 대회 참가) | 없음(독립국가연합으로 유로 대회 참가) | 없음(독립국가연합으로 유로 대회 참가) | 없음(독립국가연합으로 유로 대회 참가) | 없음(독립국가연합으로 유로 대회 참가) | 없음(독립국가연합으로 유로 대회 참가) | 없음(독립국가연합으로 유로 대회 참가) | 없음(독립국가연합으로 유로 대회 참가) | 없음(독립국가연합으로 유로 대회 참가) | 없음(독립국가연합으로 유로 대회 참가) | 없음(독립국가연합으로 유로 대회 참가) | 없음(독립국가연합으로 유로 대회 참가) |
| 1996년                 | 조별리그                              | 10위                                  | 3                                     | 1                                     | 0                                     | 2                                     | 3                                     | 6                                     | 3                                     | 2                                     | 1                                     | 0                                     | 1                                     | 5                                     | 4                                     | 3                                     |
| 2000년                 | 조별리그                              | 12위                                  | 3                                     | 0                                     | 1                                     | 2                                     | 2                                     | 14                                    | 1                                     | 4                                     | 4                                     | 0                                     | 0                                     | 16                                    | 2                                     | 12                                    |
| 2004년                 | 8강                                   | 5위                                   | 4                                     | 3                                     | 1                                     | 0                                     | 5                                     | 2                                     | 10                                    | 6                                     | 4                                     | 1                                     | 1                                     | 13                                    | 6                                     | 13                                    |
| 2007년                 | 8강                                   | 6위                                   | 4                                     | 2                                     | 0                                     | 2                                     | 10                                    | 4                                     | 6                                     | 6                                     | 3                                     | 2                                     | 1                                     | 14                                    | 4                                     | 11                                    |
| 2011년                 | 준결승                                | 4위                                   | 6                                     | 3                                     | 1                                     | 2                                     | 10                                    | 13                                    | 10                                    | 4                                     | 3                                     | 0                                     | 1                                     | 7                                     | 3                                     | 9                                     |
| 2015년                 | 8강                                   | 8위                                   | 4                                     | 2                                     | 0                                     | 2                                     | 5                                     | 5                                     | 6                                     | 6                                     | 3                                     | 2                                     | 1                                     | 10                                    | 4                                     | 11                                    |
| 2019년                 | 16강                                  | 10위                                  | 4                                     | 2                                     | 1                                     | 1                                     | 7                                     | 3                                     | 7                                     | 8                                     | 7                                     | 0                                     | 1                                     | 20                                    | 7                                     | 21                                    |
| 2023년                 | 8강                                   | 7위                                   | 5                                     | 2                                     | 3                                     | 0                                     | 7                                     | 3                                     | 9                                     | 11                                    | 8                                     | 0                                     | 3                                     | 27                                    | 9                                     | 24                                    |
| 2027년                 | 본선 진출                             | 본선 진출                             | 본선 진출                             | 본선 진출                             | 본선 진출                             | 본선 진출                             | 본선 진출                             | 본선 진출                             | 본선 진출                             | 4                                     | 3                                     | 1                                     | 0                                     | 10                                    | 3                                     | 10                                    |
| 합계                   | 9회 진출(9/9)                         | 4위(1회)                              | 33                                    | 15                                    | 7                                     | 11                                    | 49                                    | 50                                    | 52                                    | 47                                    | 33                                    | 5                                     | 9                                     | 112                                   | 39                                    | 104                                   |
| 순위                   | AFC 아시안컵 역대 순위 : 9위          | AFC 아시안컵 역대 순위 : 9위          | AFC 아시안컵 역대 순위 : 9위          | AFC 아시안컵 역대 순위 : 9위          | AFC 아시안컵 역대 순위 : 9위          | AFC 아시안컵 역대 순위 : 9위          | AFC 아시안컵 역대 순위 : 9위          | AFC 아시안컵 역대 순위 : 9위          | AFC 아시안컵 역대 순위 : 9위          |                                       |                                       |                                       |                                       |                                       |                                       |                                       |

## 아시안 게임
| 아시안 게임 기록 | 아시안 게임 기록    | 아시안 게임 기록    | 아시안 게임 기록    | 아시안 게임 기록    | 아시안 게임 기록    | 아시안 게임 기록    | 아시안 게임 기록    | 아시안 게임 기록    | 아시안 게임 기록    |
| 년도             | 결과                | 순위                | 경기                | 승                  | 무*                 | 패                  | 득점                | 실점                | 승점                |
| ---------------- | ------------------- | ------------------- | ------------------- | ------------------- | ------------------- | ------------------- | ------------------- | ------------------- | ------------------- |
| 1951년           | 없음(소련으로 참가) | 없음(소련으로 참가) | 없음(소련으로 참가) | 없음(소련으로 참가) | 없음(소련으로 참가) | 없음(소련으로 참가) | 없음(소련으로 참가) | 없음(소련으로 참가) | 없음(소련으로 참가) |
| 1954년           | 없음(소련으로 참가) | 없음(소련으로 참가) | 없음(소련으로 참가) | 없음(소련으로 참가) | 없음(소련으로 참가) | 없음(소련으로 참가) | 없음(소련으로 참가) | 없음(소련으로 참가) | 없음(소련으로 참가) |
| 1958년           | 없음(소련으로 참가) | 없음(소련으로 참가) | 없음(소련으로 참가) | 없음(소련으로 참가) | 없음(소련으로 참가) | 없음(소련으로 참가) | 없음(소련으로 참가) | 없음(소련으로 참가) | 없음(소련으로 참가) |
| 1962년           | 없음(소련으로 참가) | 없음(소련으로 참가) | 없음(소련으로 참가) | 없음(소련으로 참가) | 없음(소련으로 참가) | 없음(소련으로 참가) | 없음(소련으로 참가) | 없음(소련으로 참가) | 없음(소련으로 참가) |
| 1966년           | 없음(소련으로 참가) | 없음(소련으로 참가) | 없음(소련으로 참가) | 없음(소련으로 참가) | 없음(소련으로 참가) | 없음(소련으로 참가) | 없음(소련으로 참가) | 없음(소련으로 참가) | 없음(소련으로 참가) |
| 1970년           | 없음(소련으로 참가) | 없음(소련으로 참가) | 없음(소련으로 참가) | 없음(소련으로 참가) | 없음(소련으로 참가) | 없음(소련으로 참가) | 없음(소련으로 참가) | 없음(소련으로 참가) | 없음(소련으로 참가) |
| 1974년           | 없음(소련으로 참가) | 없음(소련으로 참가) | 없음(소련으로 참가) | 없음(소련으로 참가) | 없음(소련으로 참가) | 없음(소련으로 참가) | 없음(소련으로 참가) | 없음(소련으로 참가) | 없음(소련으로 참가) |
| 1978년           | 없음(소련으로 참가) | 없음(소련으로 참가) | 없음(소련으로 참가) | 없음(소련으로 참가) | 없음(소련으로 참가) | 없음(소련으로 참가) | 없음(소련으로 참가) | 없음(소련으로 참가) | 없음(소련으로 참가) |
| 1982년           | 없음(소련으로 참가) | 없음(소련으로 참가) | 없음(소련으로 참가) | 없음(소련으로 참가) | 없음(소련으로 참가) | 없음(소련으로 참가) | 없음(소련으로 참가) | 없음(소련으로 참가) | 없음(소련으로 참가) |
| 1986년           | 없음(소련으로 참가) | 없음(소련으로 참가) | 없음(소련으로 참가) | 없음(소련으로 참가) | 없음(소련으로 참가) | 없음(소련으로 참가) | 없음(소련으로 참가) | 없음(소련으로 참가) | 없음(소련으로 참가) |
| 1990년           | 없음(소련으로 참가) | 없음(소련으로 참가) | 없음(소련으로 참가) | 없음(소련으로 참가) | 없음(소련으로 참가) | 없음(소련으로 참가) | 없음(소련으로 참가) | 없음(소련으로 참가) | 없음(소련으로 참가) |
| 1994년           | 금메달              | 우승                | 7                   | 7                   | 0                   | 0                   | 23                  | 7                   | 21                  |
| 1998년           | 8강                 | 7위                 | 6                   | 3                   | 2                   | 1                   | 25                  | 8                   | 11                  |
| 합계             | 2회 진출(2/         | 금메달(1회)         | 29                  | 18                  | 3                   | 8                   | 73                  | 34                  | 57                  |

## 주요 선수
- 오딜 아흐메도프
- 이크롬존 알리바예프
- 루스탐 아슈르마토프
- 이슬롬 투흐타후자예프
- 오타벡 슈쿠로프
- 이고리 세르게예프
- 엘도르 쇼무로도프
- 잠시드 이스칸데로프
- 엘도르벡 수유노프
- 잘롤리딘 마샤리포프

## 은퇴한 유명 축구선수
- 세르베르 제파로프
- 막심 샤츠키흐
- 티무르 카파제
- 알렉산드르 게인리흐

## 역대 감독
| 감독                | 임기        |
| ------------------- | ----------- |
| 발레리 네폼냐시     | 2006        |
| 테무르 카파제(대행) | 2018        |
| 엑토르 쿠페르       | 2018 ~ 2019 |
| 스레치코 카타네츠   | 2021 ~      |
| 테무르 카파제       | 2025 ~      |

## 같이 보기
- 우즈베키스탄 U-23 축구 국가대표팀
- 우즈베키스탄 풋살 국가대표팀
- 우즈베키스탄의 축구